# Kemisamiska

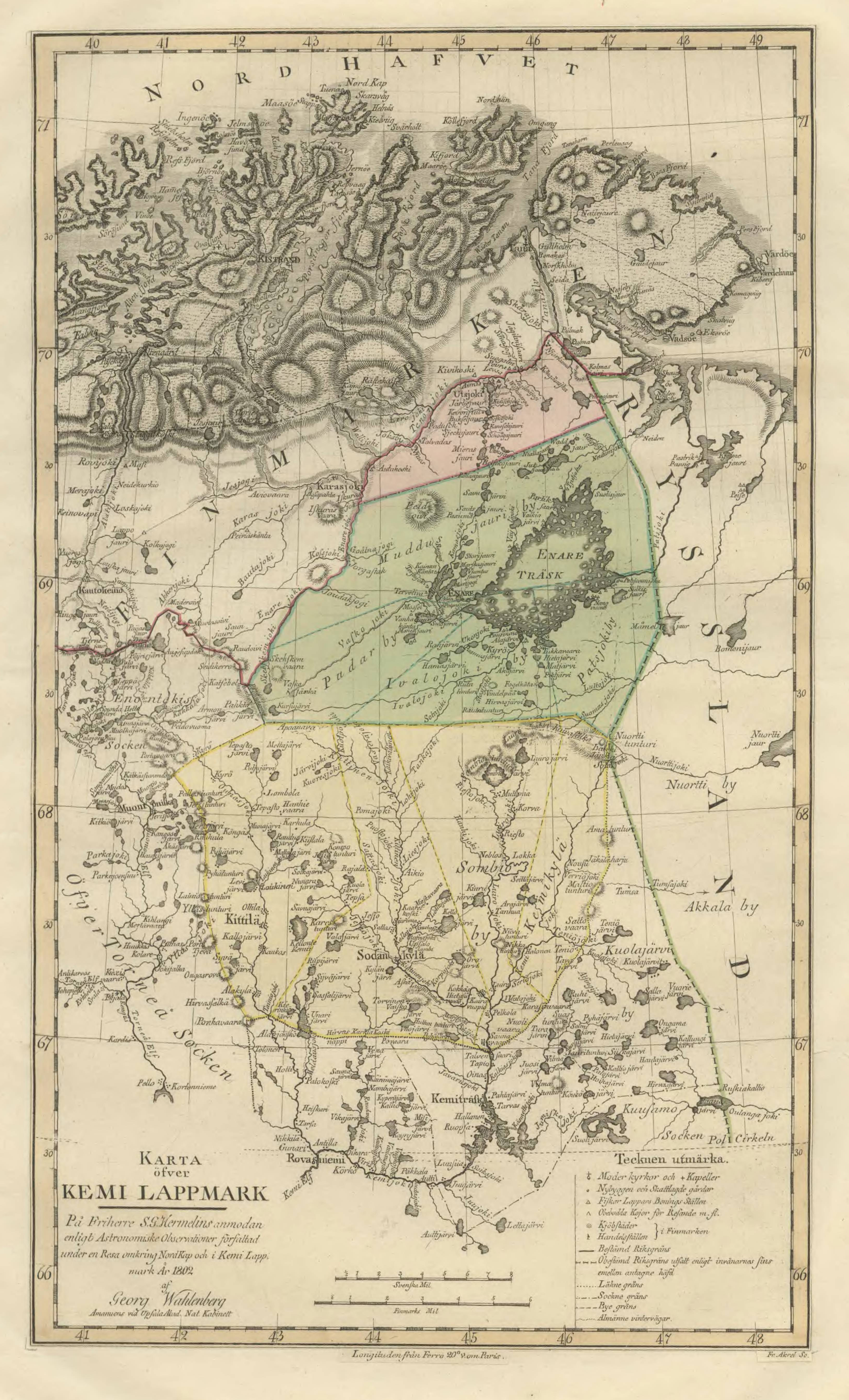
Karta över Kemi lappmark, ritad av Göran Wahlenberg i början av 1800-talet.

Kemisamiska var ett uraliskt språk som talades i området kring Kemi älv och dess biflöden. Den finländske prästen Jakob Fellman skrev en kemisamisk ordbok 1829 efter att ha besökt byarna Kuolajärvi och Sompio. Finsk nybyggarkolonisation under slutet av 1700-talet gjorde att samerna i denna del av Kemi lappmark blev nybyggare, assimilerades och i allt högre grad övergick till finska. Kemisamiskan dog för över 100 år sedan, men några skrivna exempel har överlevt:
Herrens bön, byn Sompio (Sodankylä kommun) 
Äätj miin, ki lak täivest.
Paisse läos tu nammat.
Alda pootos tu väldegodde.
Läos tu taattot nou täivest, ku ädnamest.
Adde miji täb päiv miin juokpäiv laip.
Ja adde miji miin suddoit addagas, nou ku miieg addep miin velvolidäme.
Ja ale sääte miin kjäusaussi.
Mutto tjouta miin pahast.
Tälle tu li väldegodde, vuöjme ja kudne ijankaikisest.
Amen.
Prästen Olaus Mattsson Sirma (död 1719), som troligen var född i Kemi lappmark, översatte Johannes Gezelius katekes till kemisamiska. Boken blev inte utgiven under Sirmas livstid men finns bevarad i handskrift och har publicerats av K.B. Wiklund.
Olaus Sirma bidrog också med två dikter till Johannes Schefferus bok Lapponia. Det här är hans första dikt Guldnasas njirozan, en samisk kärlekshistoria:

| Kemisamiska | Svenska¹ |
| Kulnasatz, niråsam, ängås Joå oudas Jordee skådhe nurta wåta wålgesz skådhe. Abeide kockit laidiede, Faurågåidhe sadiede. Ällå momiaiat kuckan, kaigawarre, patså buårest källueiaure tuun, Mådhe påti millasan, kaiga wånaide waiedin. Ågå niråma buårebåst, nute åtzån sargabåst. Taide sun monia lij aigåmasz sarågåin uålgatamasz josz iuå sarga åinasim kiurasam katzesim. Kulnasasz, nirasam, kätze, åinakåsz tun su salm. | Kulnasatj, min lilla vaja! Det är tid för oss att fara, ge oss av åt nordanskogen, skynda över stora myrar, färdas till de fagras hem. Håll mig ej länge, Kajgavare, far nu väl, du Kälvejaure! Mycket rinner mig i hågen, när jag far på Kajgas vik. Ränn nu raskare, min vaja, så att vi dess förr må hinna fram till den som Sarak sände, ödet ämnade åt mig. Ack, att snart jag såge henne, finge titta på min älskling! Kulnasatj, min lilla vaja, ser du hennes ögon nu? |
| ¹Svensk översättning av Björn Collinder ("Lapparna"; Stockholm; 1953) | |

Kemisamisk jojk av Olaus (Mattsson) Sirma från Johannes Schefferus bok Lapponia. Detta är Olaus Sirmas andra dikt Moarsi favrrot (Orajärvi är finska, Oarrejávri är nordsamiska för ekorresjön); den sjöng han när han var långt borta från sin kärlek, för att värdera hennes skönhet högt.

| Kemisamiska | Svenska¹ |
| Pastos päivä Kiufwrasist Jawra Orre Jaura, Jos koasa kirrakeid korngadzim Ja tiedadzim man oinämam Jaufre Orre Jawre Man tangasz lomest lie Sun lie, Kaika taidä mooraid dzim Soopadzim, Mack taben sadde sist uddasist. Ja poaka taidä ousid dzim karsadzin, Mack qwodde roannaid poorid ronaidh. Kulckedh palvaid tim Suuttetim, Mack kulcki woasta Jaufrä Orre Jaufrä. Jos mun tåckå dzim kirdadzim Såäst worodze Såäst. Ä muste lä Såä dziodgä Såä, maina tåckå kirdadzim. Äkä lä Julgä Songiaga Julgä, äkä lä Siebza fauron Siebza, Maan koima lusad dzim norbadzim. Kalle Ju läck kucka madzie wordamadzie Morredabboid dadd päiwidad, linnasabboid dadd Salmidadd, liegäsabboid waimodadd. Jus kuckas Sick patäridzick, Tanngtied sarga dzim iusadzim. Mi os matta lädä Sabbo karrassabbo Ku lij paddä, ia salwam Route salwam, Käck dziabräi siste karrasistä. Ja käsä mijna täm Oiwitäm, punie poaka tämä Jurdäkitämä. Parne miela Piägga miela, Noara Jorda kockes Jorda. Jos taidä poakaid läm kuldäläm, Luidäm radda wära radda. Oucta lie miela oudas waldäman, Nute tiedam pooreponne oudastan man kauneman. | Må solen lysa varmt på Ekorrvattnet! Ifall jag stege överst upp i granen och visste att jag såge Ekorrvattnet, där hon dväljs i ljungen, skulle jag fälla alla dessa träden som här ha vuxit upp på sista tiden; jag skulle skräda alla dessa grenar, som bära vacker grönska. Jag lät mig drivas av de lätta molnen, som färdades på väg mot Ekorrvattnet. Jag flöge gärna dit med kråkans vingar, men jag har inte ens fått knipans vingar att flyga med dit bort; ej heller gåsens vingar eller fötter att ta mig fram till dig. Visst har du väntat, dina bästa dagar, med dina milda ögon, med ditt varma hjärta Ifall så vore, att du flydde fjärran, skulle jag ändå hinna fatt dig snart. Vad finns det som kan vara hårdare än band av senor eller kedjor som strama hårt, som fjättra huvudet, förvrida tankarna. Gossens sinne är vindens sinne, den unges tankar äro långa tankar. Ifall jag lyssnar på dem alla, då slår jag in på orätt väg. Jag måste välja mig en enda håg att jag må hitta vägen. |
| ¹Svensk översättning av Björn Collinder ("Lapparna"; Stockholm; 1953) | |

| ”               | Under 1600-talet uppmuntrades nybyggarna att bosätta sig i skattelanden vilket gjorde att samerna förlorade sitt område. | „ |
| – Sameportalen, | |   |